# Lizandro Ajcú
Lizandro Roberto Ajcú (* 25. Juni 1982) ist ein ehemaliger guatemaltekischer Radrennfahrer.

## Karriere
Lizandro Roberto Ajcú wurde 2004 Erster in der Gesamtwertung der Vuelta de la Juventud Guatemala und Dritter der nationalen Straßenradmeisterschaft. Bei der Vuelta a Guatemala wurde er als Sieger der siebten Etappe und später auch der Gesamtwertung geehrt; diese Siege wurden ihm jedoch wieder aberkannt, nachdem er positiv auf EPO und Betamethason getestet wurde. Er wurde mit Wirkung vom 21. Januar 2005 an für zwei Jahre gesperrt.
Nach Ablauf seiner Sperre gewann Ajcú 2008 eine Etappe der Tour of Belize und 2010 eine Etappe der Vuelta a Guatemala. Im Jahr 2012 wurde er Vizemeister seines Landes im Einzelzeitfahren.

## Erfolge
2004
- Guatemaltekische Meisterschaft – Straßenrennen
- Gesamtwertung und eine Etappe Vuelta a Guatemala[1]

2008
- eine Etappe Tour of Belize

2010
- eine Etappe Vuelta a Guatemala

2012
- Guatemaltekische Meisterschaft – Zeitfahren